# Stephen D. Thorne
Stephen D. Thorne, född 11 februari 1953 i Frankfurt am Main, död 24 maj 1986 (flygolycka), var en amerikansk astronaut uttagen i astronautgrupp 11 den 4 juni 1985.